# (6503) 1994 CP
A (6503) 1994 CP a Naprendszer kisbolygóövében található aszteroida. Ueda Szeidzsi és Kaneda Hirosi fedezte fel 1994. február 4-én.